# Pomniki przyrody w powiecie sochaczewskim
Na terenie powiatu sochaczewskiego istnieje ponad 100 drzew uznanych za pomniki przyrody oraz 4 zabytkowe aleje. Część drzew rośnie w lasach, większość jednak w starych parkach podworskich i pałacowych.
Liczba pomników przyrody w poszczególnych gminach przedstawia się następująco:
- Gmina Brochów – 21 pomnikowych drzew
- Gmina Iłów – 10 pomnikowych drzew
- Gmina Młodzieszyn – 5 pomnikowych drzew
- Gmina Rybno – 6 pomnikowych drzew i 1 zabytkowa aleja
- Gmina Sochaczew – 30 pomnikowych drzew i 1 zabytkowa aleja
- Gmina Teresin – 41 pomnikowych drzew i 2 zabytkowe aleje

## Gatunki wybranych pomników przyrody
Ważniejsze pomniki przyrody na terenie powiatu sochaczewskiego obejmują następujące gatunki drzew:

- buk pospolity (Fagus sylvatica)
- dąb szypułkowy (Quercus robur)
- grab pospolity (Carpinus betulus)
- grusza pospolita (Pyrus communis)
- jałowiec pospolity (Juniperus communis)
- jesion wyniosły (Fraxinus exscelsior)
- kasztanowiec pospolity (Aesculus hippocastanum)
- klon pospolity (Acer platanoides)
- lipa drobnolistna (Tilia cordata)
- platan klonolistny (Platanus x acerifolia)
- robinia akacjowa (Robinia pseudoacacia)
- sosna zwyczajna (Pinus sylvestris)
- topola biała (Populus alba)
- topola czarna (Populus nigra)
- tulipanowiec amerykański (Liriodendron tulipifera)
- wiąz pospolity (Ulmus carpinifolia)
- wierzba biała (Salix alba)

## Wybrane pomniki przyrody według gmin i miejscowości

### gmina Brochów
Kromnów
- Dąb szypułkowy

wiek: 200 lat
obwód: 330 cm
wysokość: 18 m
- Dąb szypułkowy

nazwa: Dąb Nadwiślański
obwód: 550 cm na wysokości 1,3 m
wysokość: 25 m
bliższa lokalizacja: pomiędzy wałem powodziowym a korytem Wisły
- Jałowiec pospolity

obwód: 63 cm
wysokość: 5 m
bliższa lokalizacja: działka leśna w miejscowości Kromnów
- Topola czarna (odmiany nadwiślanej)

obwód: 780 cm
wysokość: 32 m
bliższa lokalizacja: pomiędzy wałem powodziowym a korytem Wisły
Przęsławice
- Dąb szypułkowy

obwód: 375, 257 cm (dwupienny)
wysokość: 20 m
bliższa lokalizacja: obok zabudowań mieszkalnych, przy parkanie obok bramy wjazdowej (?)
Śladów
- Dąb szypułkowy

obwód: 430 cm
wysokość: 20 m
bliższa lokalizacja: przy drodze Kromnów – Śladów po jej południowej stronie w miejscowości Śladów (?)
- Dąb szypułkowy

obwód: 520 cm
wysokość: 26 m
bliższa lokalizacja: działka rolna, ok. 50 m od drogi Wyszogród – Komorów
- Dąb szypułkowy

nazwa: Dąb Obrońca
wiek: 500 lat
obwód: 600 cm
wysokość: 18 m
bliższa lokalizacja: obok zabudowań mieszkalnych, przy wjeździe na podwórze gospodarcze. Właściciel – p. Tempczyk
- Topola czarna

obwód: 620 cm
wysokość: 30 m
bliższa lokalizacja: przy drodze Kromnów – Śladów po jej południowej stronie w miejscowości Śladów (?)
Tułowice
- Sosna pospolita

obwód: 210 cm
wysokość: 11 m
bliższa lokalizacja: obok domu mieszkalnego i zabudowań gospodarczych

### Gmina Iłów
Giżyce
- Lipa drobnolistna

obwód: 320 cm
adres: przy kościele parafialnym
- Lipa drobnolistna

obwód: 280 cm
adres: przy kościele parafialnym
- Wiąz pospolity

obwód: 550 cm
Lasotka
- Grusza pospolita

wiek: 400 lat
obwód pnia: 350 cm
Łady
- Dąb szypułkowy

obwód: 550 cm
wysokość: 20 m
Pieczyska Iłowskie
- Dąb szypułkowy

obwód: 680 cm
wysokość: 25 m
- Jałowiec pospolity

obwód pnia: 50 cm
wysokość: 8 m
Rezerwat przyrody Rzepki
- Dąb szypułkowy

obwód: 510 cm
- Dąb szypułkowy

obwód: 330 cm
Uderz
- Dąb szypułkowy

obwód: 385 cm

### Gmina Młodzieszyn
Kamion
- Jałowiec pospolity

wiek: 100 lat
obwód: trójpienny – 25 cm, 35 cm, 50 cm
wysokość: 12 m
Ruszki
- Dąb szypułkowy

obwód: 350 cm
wysokość: 22 m
lokalizacja: na terenie parku
- Grab pospolity

obwód: 230 cm
wysokość: 16 m
lokalizacja: na terenie parku
- Jesion wyniosły

obwód: 310 cm
wysokość: 22 m
lokalizacja: na terenie parku
- Lipa drobnolistna

obwód: 380 cm
wysokość: 20 m
lokalizacja: na terenie parku

### Gmina Rybno
Ćmiszew Rybnowski
- Dąb szypułkowy

obwód: 370 cm
wysokość: 23 m
- Jesion wyniosły

obwód: 320 cm
wysokość: ok. 20 m
- Jesion wyniosły

obwód: 315 cm
wysokość: ok. 20 m
- Jesion wyniosły

obwód: 250 cm
wysokość: ok. 20 m
- Kasztanowiec pospolity

obwód: 365 cm
wysokość: 18 m
Rybno
- Aleja kasztonowo-jesionowa

opis: głównie kasztanowiec pospolity (261 szt.) i jesion wyniosły (15 szt.), w domieszce także inne gatunki drzew
wiek: ok. 120 lat
obwód: 80 – 320 cm
wysokość: 7 – 22 m
Sarnów
- Dąb szypułkowy

obwód: 475 cm
wysokość: 19 m
lokalizacja: na poboczu drogi wojewódzkiej nr 577 (około 18 m od
przystanku autobusowego)

### Gmina Sochaczew
- Aleja lipowo-klonowo-jesionowa

opis: głównie lipy drobnolistne (164 szt.), klony pospolite (22 szt.) i jesiony wyniosłe (14 szt.), w domieszce także inne gatunki
wiek: 70 – 180 lat
obwód: 70 – 160 cm
wysokość: 10 – 22 m
lokalizacja: przy drodze z Sochaczewa do Żelazowej Woli
Jeżówka
- Jesion wyniosły

obwód: 390 cm
wysokość: 27 m
- Jesion wyniosły

obwód: 350 cm
wysokość: 25 m
- Lipa drobnolistna

obwód: 365 cm
wysokość: 22 m
- Lipa drobnolistna

obwód: 370 cm
wysokość: 28 m
- Topola biała

obwód: 635 cm
wysokość: 33 m
- Topola biała

obwód: 570 cm
wysokość: 30 m
- Topola biała

obwód: 510 cm
wysokość: 32 m
- Topola biała

obwód: 475 cm
wysokość: 32 m
- Topola biała

obwód: 460 cm
wysokość: 33 m
Kożuszki-Kolonia
- Jesion wyniosły

obwód: 425 cm
wysokość: 22 m
adres: na terenie parku
- Jesion wyniosły

obwód: 355 cm
wysokość: 26 m
adres: na terenie parku
- Lipa drobnolistna

obwód: 545 cm
wysokość: 26 m
adres: na terenie parku
- Lipa drobnolistna

obwód: 395 cm
wysokość: 25 m
adres: na terenie parku
- Lipa drobnolistna

obwód: 290 cm
wysokość: 24 m
adres: na terenie parku
Sochaczew
- Dąb szypułkowy

wiek: 500 lat
obwód: 465 cm
wysokość: ok. 25 m
adres: na terenie parku przy Państwowej Szkole Muzycznej, ul. Głowackiego 1
- Dąb szypułkowy

obwód: 385 cm
wysokość: 19 m
adres: przy ul. Grunwaldzkiej 10A (Chodaków)
- Dąb szypułkowy

obwód: 330 cm
wysokość: 22 m
adres: na gruntach ornych przy ul. Boryszewskiej 31 (Boryszew)
- Klon pospolity

obwód: 235 cm
wysokość: 20 m
adres: na terenie cmentarza parafii św. Wawrzyńca przy ul. Traugutta
- Lipa drobnolistna

obwód: 360 cm
wysokość: 19 m
adres: w parku przy Zespole Szkół Zawodowych nr 1 w Sochaczewie
- Lipa drobnolistna

wiek: 150 lat
obwód: 275 cm
wysokość: 16 m
adres: przy kościele parafialnym pw. Najświętszej Marii Panny w Trojanowie (Al. 600-lecia 86)
Żelazowa Wola
- Dąb szypułkowy

obwód: 330 cm
wysokość: 25 m
adres: na terenie parku
- Kasztanowiec pospolity

obwód: 410 cm
wysokość: 22 m
adres: na terenie parku
- Kasztanowiec pospolity

obwód: 375 cm
wysokość: 20 m
adres: na terenie parku
- Kasztanowiec pospolity

obwód: 360 cm
wysokość: 18 m
adres: na terenie parku
- Kasztanowiec pospolity

obwód: 275 cm
wysokość: 22 m
adres: na terenie parku
- Kasztanowiec pospolity

obwód: 250 cm
wysokość: 16 m
adres: na terenie parku
- Kasztanowiec pospolity

obwód: 240 cm
wysokość: 26 m
adres: na terenie parku
- Wierzba biała

obwód: 455 cm
wysokość: 14 m
adres: na terenie parku
- Wierzba biała

obwód: dwupienna – 405 cm i 360 cm
wysokość: 20 m
adres: na terenie parku
Żdżarów
- Dąb szypułkowy

obwód: 465 cm
wysokość: 23 m

### Gmina Teresin
- Aleje zabytkowe

opis: przeważają lipy drobnolistne (347 szt.), wiązy szypułkowe (77 szt.), jesiony wyniosłe (74 szt.) i robinie akacjowe (37 szt.), w domieszce także inne drzewa
obwód: 100–395 cm
wysokość: 5–19 m
lokalizacja: przy drogach ze Stug do Kawęczyna (750 m) i ze Strug do Szymanowa (dł. 950 m)
Mikołajewo Stare
- Jesion wyniosły

obwód: 310 cm
wysokość: 27 m
lokalizacja: przy kościele parafialnym
Niepokalanów
- Dąb szypułkowy

obwód: 315 cm
wysokość: 22 m
lokalizacja: Na terenie Klasztoru Ojców Franciszkanów Konwentualnych
Szymanów
- Buk pospolity

obwód: 275 cm
wysokość: 17 m
lokalizacja: w parku wokół pałacu Zgromadzenia Sióstr Niepokalanek
- Dąb szypułkowy

obwód: 380 cm
wysokość: 24 m
lokalizacja: w parku wokół pałacu Zgromadzenia Sióstr Niepokalanek
- Platan klonolistny

obwód: 260 cm
wysokość: 26 m
lokalizacja: w parku wokół pałacu Zgromadzenia Sióstr Niepokalanek
- Platan klonolistny

obwód: 255 cm
wysokość: 26 m
lokalizacja: w parku wokół pałacu Zgromadzenia Sióstr Niepokalanek
Teresin
- Buk pospolity (odmiana czerwona)

obwód: 355 cm
wysokość: 27 m
lokalizacja: w parku krajobrazowym otaczającym Ośrodek Szkoleniowo-Rehabilitacyjny KRUS.
- Dąb szypułkowy

obwód: 530 cm
wysokość: 20 m
lokalizacja: w parku krajobrazowym otaczającym Ośrodek Szkoleniowo-Rehabilitacyjny KRUS.
- Dąb szypułkowy

obwód: 470 cm
wysokość: 16 m
lokalizacja: w parku krajobrazowym otaczającym Ośrodek Szkoleniowo-Rehabilitacyjny KRUS.
- Dąb szypułkowy

obwód: 435 cm
wysokość: 18 m
lokalizacja: w parku krajobrazowym otaczającym Ośrodek Szkoleniowo-Rehabilitacyjny KRUS.
- Dąb szypułkowy

obwód: 420 cm
wysokość: 20 m
lokalizacja: w parku krajobrazowym otaczającym Ośrodek Szkoleniowo-Rehabilitacyjny KRUS.
- Dąb szypułkowy

obwód: 405 cm
wysokość: 22 m
lokalizacja: w parku krajobrazowym otaczającym Ośrodek Szkoleniowo-Rehabilitacyjny KRUS.
- Dąb szypułkowy

obwód: 370 cm
wysokość: 23 m
lokalizacja: w parku krajobrazowym otaczającym Ośrodek Szkoleniowo-Rehabilitacyjny KRUS.
- Dąb szypułkowy

obwód: 365 cm
wysokość: 16 m
lokalizacja: w parku krajobrazowym otaczającym Ośrodek Szkoleniowo-Rehabilitacyjny KRUS.
- Tulipanowiec amerykański

obwód: 185 cm
wysokość: 20 m
lokalizacja: w parku krajobrazowym otaczającym Ośrodek Szkoleniowo-Rehabilitacyjny KRUS.
- Dęby szypułkowe (skupisko)

opis: 24 zabytkowe dęby szypułkowe
obwód: 300–505 cm
wysokość: 14–25 m
lokalizacja: w lesie przylegającym do parku w Teresinie
Zielonka
- Dąb szypułkowy

obwód: dwupienny – 390 cm i 325 cm
wysokość: dwupienny – 23 m i 24 m
lokalizacja: w sąsiedztwie zabudowań leśnictwa Teresin
- Dąb szypułkowy

lokalizacja: w sąsiedztwie zabudowań leśnictwa Teresin